# Кеопсова пирамида
Кеопсова пирамида (арап. الهرم الأكبر) је највећа и најстарија од три пирамиде код Гизе и уједно највећа пирамида на свету. Често је називају и „Велика пирамида”. Пирамида је изграђена као гробница египатског фараона четврте египатске династије Кеопса (Куфуа) у 26. веку п. н. е. Заједно са Кефреновом и Микериновом пирамидом представља једино очувано античко светско чудо.
Кеопсова пирамида је једина пирамида која има и узлазне и силазне ходнике. У њој постоје три до сада откривене одаје. Све се оне налазе у центру пирамиде на њеној вертикалној оси. Од улаза, ходник дуг 18 m води надоле и рачва се у два правца. Један крак води надоле до недовршене просторије која је исклесана у стени на којој почива пирамида. То је највећа просторија у Кеопсовој пирамиди, али потпуно недовршена. Други крак води до велике галерије (49 m x 3 m x 11 m), где се поново рачва. Један тунел води до „Краљичине одаје” (ово име не одговара стварности, јер краљице нису сахрањиване у главној пирамиди), док други кривуда док се не сретне са ходником који се спушта. Мало предсобље води из Велике галерије до краљеве загробне одаје.

## Димензије
Висока је 138,75 m, дужине 225 m и обухвата површину од 5,3 хектара. На њој је радило 100.000 људи, двадесет година по три месеца годишње, и то у време поплаве Нила, када се није могла обрађивати земља. Радили су робови и сељаци. У Кеопсову пирамиду уграђено је око 2,5 милиона блокова, исклесаних у каменолому на десној обали Нила. Блокови су од кречњака, базалта и гранита. Камени блокови су били тешки од две до четири тоне (у просеку 2,5, максимално 7,5). Велики гранитни неотесани блокови са којима је грађен плафон за краљевски салон, тежили су преко педесет тона. Према писању Херодота, припреме за градњу Кеопсове пирамиде трајале су више од двадесет година. Главни надзорник радова на Кеопсовој пирамиди био је вероватно Хемиуну, Кеопсов нећак.
Размере пирамиде после настанка:
- висина — 146,64
- запремина — 2,58 милиона
- маса 6,25 милиона тона
- дужина страница:
  - западни — 230,357 m
  - источни — 230,391 m
  - северни — 230,251 m
  - јужни — 230,454

Радови на пирамиди су окончани 2580. п. н. е. Разлика у дужинама њених страница је по изградњи била мања од једног промила. Кефренова пирамида (средња од три пирамиде) изгледа виша, међутим она је изграђена на стени која је виша за 10 m, а по самој висини грађевине је за три метра нижа.
Источно од пирамиде су три споредне пирамиде намењене краљицама (G1a—G1c).
- је гробница краљице мајке Хетеферес
- је гробница краљице Мерититес
- је (вероватно) гробница краљице Хенутсен

Мала култна пирамида на југоистоку (G1d) је откривена тек пре неколико година.
Пред овим здањем својевремено је застао Александар Македонски да се нагледа генијалности рада својих предака. Кеопсова пирамида је 4000. година била највиша на свету, све до 14. века када ју је надмашила Катедрала у Линколну.